# 津田昭 (競馬)
津田 昭（つだ あきら、1940年9月17日 - ）は、北海道出身の元騎手・元調教助手。

## 経歴
1959年に騎手免許を取得し、中山・野平省三厩舎からデビュー。9月26日の中山第1競走3歳未勝利・タマミノル（11頭中4着）で初騎乗を果たし、10月18日の中山第3競走4歳以上未勝利・タマノボルで初勝利を挙げる。若手時代は障害競走を中心にレースに騎乗し、2年目の1960年に東京障害特別（秋）・オーロラで重賞初制覇。所属していた野平省三厩舎の主戦騎手であった野平祐二の影に隠れるような存在であったが、有馬記念2連覇のスピードシンボリのデビュー期の主戦騎手を務めていたのは彼であった。そのスピードシンボリの初重賞制覇となった1966年の京成杯に騎乗している。1969年に野平省三厩舎から野平富久厩舎へ移籍し、これを機に障害免許を返上して平地に専念するようになる。コンチネンタルとのコンビで、1970年から1971年にかけて重賞4勝を挙げている。1973年の東京優駿では12番人気のイチフジイサミに騎乗し、ハイセイコーに3馬身1/2差を付けて先着、タケホープの2着に入る健闘を見せた。1975年の関屋記念では9番人気のファイブワンで当時としては驚異的なレコードタイム1分33秒9で勝利し、2着に14頭中13番人気のサンヨウコウが入り、単勝2450円、複勝2530円の波乱となった。
晩年は騎乗機会が減るが、1981年にはダービー前に併せ馬がいなくなった皐月賞馬カツトップエースの調教パートナーを務めた。普段から菊池一雄厩舎と仲良くしている厩舎に併せてくれる馬はいないかと探していた藤沢和雄調教助手が、野平富久厩舎にカツトップエースと同じ500kgを超す大柄なオープン馬ハクバカラマツを発見。毎日の調教でも騎乗していた主戦の津田は藤沢の願いを聞き、注文の多いを併せ馬を引き受ける。木曜早朝の右回りの北馬場で大崎昭一騎乗のカツトップエースを内から併せていくが、内で行きそうになるハクバカラマツを上手く宥めて最後まで鼻面を並べて併入し、カツトップエースはやや一杯の脚色で理想的な併せ馬となり、見事にダービー馬となった。ダービー翌日に藤沢は菊池が入院していた病院に駆けつけて菊池と握手を交わし、その足で津田のところに向かった。津田も、菊池と同じくらい喜んだ。　
1982年10月17日の福島第9競走4歳以上400万下・ダイワヤングが最後の勝利、12月25日の中山第3競走3歳新馬・ニシノミカヅキ（16頭中13着）が最後の騎乗したのが最後となり、1983年限りで現役を引退。
引退後は調教助手に転身し、西塚安夫厩舎のスタッフとしてカネツクロスなどを担当したほか、高森紀夫と共に2004年度の優秀調教助手賞を受賞。2005年引退。
調教助手引退後は会員制競馬予想会社のスタッフに転向している。

## 騎手成績
| 通算成績 | 1着 | 2着 | 3着 | 4着以下 | 騎乗回数 | 勝率 | 連対率 |
| -------- | --- | --- | --- | ------- | -------- | ---- | ------ |
| 平地     | 340 | 365 | 362 | 2,579   | 3,646    | .093 | .198   |
| 障害     | 86  | 86  | 68  | 195     | 435      | .198 | .395   |
| 計       | 426 | 451 | 430 | 2,774   | 4,081    | .104 | .215   |

### 主な騎乗馬
- オーロラ（1960年東京障害特別 (秋)）
- イシリユウ（1965年中山アラブ障害特別）
- スピードシンボリ（1966年京成杯）
- フジイサミ（1966年中山記念）
- タジマオーザ（1968年中山大障害 (秋)）
- コンチネンタル（1970年目黒記念 (春)・ステイヤーズステークス、1971年日本経済新春杯・京都記念 (春)）
- ダイセンプー（1972年京王杯スプリングハンデキャップ）
- ファイブワン（1975年関屋記念）

## 主な担当馬
- カネツクロス（1995年エプソムカップ）